# Глизе 433
Глизе 433 (GJ 433) — одиночная звезда в созвездии Гидры на расстоянии приблизительно 30 световых лет (около 9,1 парсек) от Солнца. Видимая звёздная величина звезды — +9,821m. Возраст звезды определён как около 7,464 млрд лет.
Вокруг звезды обращается, как минимум, три планеты.

## Характеристики
Глизе 433 — красный карлик спектрального класса M1,5V, или M1,5, или M2V, или M2. Масса — около 0,48 солнечной, радиус — около 0,46 солнечного, светимость — около 0,0321 солнечной. Эффективная температура — около 3581 K.

## Планетная система
В 2009 году группой астрономов, работающих в рамках программы HARPS, было объявлено об открытии планеты Глизе 433 b. Это чрезвычайно сильно разогретая сверхземля, имеющая массу более 6 масс Земли. Она обращается на расстоянии около 0,062 а.е. от родительской звезды, совершая полный оборот за 7 с лишним суток.
Орбита второй планеты, Глизе 433 c, которую открыли в рамках того же проекта HARPS в 2012 году, лежит намного дальше: она обращается на расстоянии 4,7 а.е. от звезды.
В 2020 году группой астрономов, работающих в рамках программы HARPS, было объявлено об открытии планеты Глизе 433 d.
В 2019 году учёными, анализирующими данные проектов Hipparcos и Gaia, у звезды обнаружена планета HIP 56528 e.